# Вальтари
Вальтари (итал. Waltari; умер в 546) — 9-й король лангобардов (около 540—546), сын и наследник короля Вахо, последний представитель династии Летингов.

## Биография
Вальтари вступил на престол в младенческом возрасте. Его опекуном был избран Аудоин — самый знатный и влиятельный среди лангобардов, который ещё при жизни Вальтари распоряжался королевством как настоящий король. По данным, содержащимся в «Происхождении народа лангобардов», Вальтари правил 7 лет, по другим историческим источникам — 3 года. В труде «История лангобардов» Павел Диакон утверждал, что Вальтари был убит по приказу Аудоина, который и стал его преемником на престоле лангобардов. Однако по данным «Войны с готами» Прокопия Кесарийского, Вальтари умер от болезни. Смерть короля Вальтари датируется 546 годом.